# Longport (New Jersey)
Pour les articles homonymes, voir Longport.
Longport est une municipalité américaine située dans le comté d'Atlantic au New Jersey.
Lors du recensement de 2010, sa population est de 895 habitants. La municipalité s'étend sur 1,56 milles carrés (4,04 km2), dont 1,17 milles carrés (3,03 km2) d'étendues d'eau.
Le borough est créé en 1898 à partir d'Egg Harbor Township. Il doit son nom à John Long, à qui appartenaient ces terres.